# Peter Brock
Peter Geoffrey Brock (ur. 26 lutego 1945 roku w Hurstbridge, zm. 8 września 2006 roku w Gidgegannup) – australijski kierowca wyścigowy.

## Kariera
Brock rozpoczął karierę w międzynarodowych wyścigach samochodowych w 1969 roku od startu w wyścigu Hardie-Ferodo 500, w którym uplasował się na trzeciej pozycji. W późniejszych latach Australijczyk pojawiał się także w stawce Sandown Three Hour 250, Phillip Island 500, Sandown 250, Australijskiej Formuły 2, Hardie-Ferodo 1000, Australian Touring Car Championship, Repo 500K, Hardie-Ferodo 1000, Rover 500K, Hang Ten 400, International Resort 300, Adelaide 250, James Hardie 1000, Better Brakes Touring Car Series, Australian Endurance Championship, Australian Sports Sedan/GT Championship, 24-godzinnego wyścigu Le Mans, James Hardie 1000, FIA World Endurance Championship, Australian Grand Prix Touring Car race, Better Brakes/AMSCAR Series, Nissan Sport 500, Simpson Appliances South Pacific Touring Car Championship, Pepsi 250, World Touring Car Championship, South Australia Cup, Asia-Pacific Touring Car Championship, Tooheys 1000, NASCAR Xmas 500, Yokohama Cup Group A Race, Pepsi 300, Ansett Air Freight Challenge, Bathurst 12 Hour Race, V8 Supercars GP Challenge, V8 Supercars, Winfield Triple Challenge, Aurora AFX AMSCAR Series, Ultimate Peter Jackson Dash, Courier Mail Gold Coast 100, Sensational Adelaide Touring Cars, TAC Peter Brock Classic, TraNZam Championship, EDS Five-Litre V8 Touring Cars, Eastern Creek 12 Hour, EA Sports Touring Cars, Formula 1 Super Touring support race, Gold Coast Champ Car Super Touring Cup, TAC Touring Cars, Tickford 500, Bathurst 1000, Mobil New Zealand Sprints, Australian Super Touring Championship, Primus 1000 Classic, Australian Nations Cup Championship, Bathurst 24 Hour Race, Biante Historic Touring Car Series oraz Australian Nations Cup Championship.

## Wyniki w 24h Le Mans
| Rok  | Poz.  | Klasa | Nr | Zespół                                 | Partnerzy                      | Nadwozie                            | Opony | Okr. |
| Rok  | Poz.  | Klasa | Nr | Zespół                                 | Partnerzy                      | Silnik                              | Opony | Okr. |
| ---- | ----- | ----- | -- | -------------------------------------- | ------------------------------ | ----------------------------------- | ----- | ---- |
| 1976 | 31    | Gr.5  | 46 | Team Brock                             | Brian Muir Jean-Claude Aubriet | BMW 3.5CSL                          | B     | 156  |
| 1976 | 31    | Gr.5  | 46 | Team Brock                             | Brian Muir Jean-Claude Aubriet | BMW 3.5L I6                         | B     | 156  |
| 1981 | NW    | GT    | 74 | Porsche Cars Australia                 | Colin Bond Jim Richards        | Porsche 924 Carrera GTR             | D     |      |
| 1981 | NW    | GT    | 74 | Porsche Cars Australia                 | Colin Bond Jim Richards        | VW EA831 2.0 L I4                   | D     |      |
| 1984 | 35 NU | C1    | 34 | Team Australia John Fitzpatrick Racing | Larry Perkins                  | Porsche 956B                        | D     | 145  |
| 1984 | 35 NU | C1    | 34 | Team Australia John Fitzpatrick Racing | Larry Perkins                  | Porsche Type-935 2.6 L Turbo Flat-6 | D     | 145  |

## Śmierć
8 września 2006 Brock uczestniczył w rajdzie w „Targa West” rozgrywanym po drogach Australii w kierunku Perth. Na 3km przed finiszem drugiego etapu samochód Brocka wpadł w poślizg i uderzył w drzewo. Kierowca zginął na miejscu.